# Eonycteris robusta

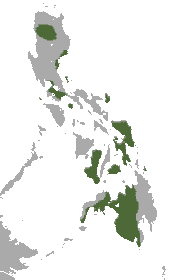
Leefgebied

Eonycteris robusta is een vleermuis uit het geslacht Eonycteris die voorkomt in de Filipijnen. Daar is deze soort gevonden op de eilanden Biliran, Catanduanes, Leyte, Luzon, Marinduque, Maripipi, Mindanao, Negros en Siargao. Deze soort wordt vaak als een ondersoort van E. major uit Borneo gezien. Tot in de jaren 60 werd de soort vaak gezien in primair regenwoud tot op 1100 m hoogte. Sinds de jaren 80 is de soort zeldzamer, waarschijnlijk door de jacht en verstoring van grotten. Net als andere Eonycteris-soorten slaapt E. robusta altijd in grotten. Het karyotype bedraagt 2n=36, FN=ca. 66.